# 张昭 (1911年)
张昭（1911年9月30日—2000年11月21日），原名张守诚，曾用名张绍卿、张少卿，男，辽宁昌图人，中华人民共和国政治人物，曾任中华人民共和国林业部常务副部长，中国林学会常务理事。

## 生平
九一八事变后，在冯庸大学参加了抗日组织“学生抗日义勇军”，参加上海“一二八”凇沪抗战和热河抗战。1933年进入东北大学学习。1935年受北方局东北工作委员会派遣，到东北军第647团开展抗日救亡的宣传教育工作，参与组织和发展了党的外围组织“东北武装同志抗日救亡先锋队”。1936年夏回到东北大学学习。
抗日战争爆发后，在第二战区随营学校、八路军工程队后方办事处工作。1938年9月参与组织东北救亡总会华北分会，任分会宣传部部长，后在东北救亡总会延安通信处工作，动员和组织广大人民群众参加抗日救亡运动。1939年8月加入中国共产党。1941年12月到中央党校学习。1942年7月被派往晋察冀分局、冀热辽边区等地工作。1943年年底，任昌黎县县长。
1945年抗战胜利后，任辽北省四平行政公署专员、北满行政公署副专员、辽北省民政厅副厅长、嫩南行政公署民政处处长、齐齐哈尔市副市长、嫩江省第三行政公署专员、合江省第一行政公署专员、合江省民政厅厅长、合江省民主政府秘书长等职务。合江省并入松江省，任松江省人民政府秘书长。
中华人民共和国成立后，1950年6月调中央林垦部工作，历任办公厅代理主任、造林司司长、造林局局长。1956年任林业部部长助理，1958年任党组成员、兼造林司司长，还兼任中国林业科学院副院长。1960年4月29日任林业部副部长，1964年分工为常务副部长。长期分管中国的植树造林工作，组织制定和实施了橡胶种植业的发展规划；在调查研究总结冀西造林治沙经验的基础上，推动了豫东防护林、华北北部防护林和东北西部防护林的营造；提出了造林“因地制宜，因害设防”的设计原则。1978年任国家水产总局党组副书记、副总局长。1982年离职休养。